# Verjni Lars
Verjni Lars (en osetio: Уӕллаг Ларс; en ruso: Верхний Ларс) es un pueblo que pertenece a Osetia del Norte-Alania, Rusia. El lugar se engloba en el distrito de Zaterechni del ókrug urbano de Vladikavkaz.

## Toponimia
El pueblo es conocido en otros idiomas como Zemo Larsi (en georgiano: ზემო ლარსი).

## Geografía
Verjni Lars se sitúa a orillas del río Térek, cerca de la frontera entre Rusia y Georgia y a 25 km de Vladikavkaz. Cerca del asentamiento hay un puesto de control del mismo nombre en la frontera entre Rusia y Georgia, en el que sólo se permite el paso de vehículos.

## Historia
En el último cuarto del siglo XVI, las rutas de la embajada de Moscú a Georgia pasaban por Lars y en ese momento, la zona era propiedad de Sultan-Murza, que controlaba el paso de Daryali. En 1589, como parte de la embajada de Georgia, Sultan-Murza juró lealtad al zar de Moscú.
A principios del siglo XIX las fortificaciones del pueblo fueron destruidas y el zar Alejandro I se le presentó un proyecto de carretera. El terrateniente local Mahamat Dudarov cedió la aldea de Lars y a cambio, fue ascendido a capitán con una pensión vitalicia de 350 rublos y la asignación de tierras cerca de Vladikavkaz para un asentamiento de 25 familias. En 1806, Mohammed y Dzhanjot Dudarov con sus parientes más cercanos en número de ocho familias se mudaron a las tierras entre los ríos Terek y Kambileevka, fundando la primera aldea osetia plana de Dzhanjotov-Lars. Con el comienzo de la reconstrucción de la carretera militar georgiana por parte de la administración rusa en el siglo XIX, se construyó en Lars una estación de paso y un reducto militar (solo vivían aquí 17 familias osetias y varias familias georgianas). Fue posible negociar con el capataz local Akhmed Dudarov la cesión de sus posesiones a la nueva administración a cambio de organizar su traslado a Vladikavkaz.
En el período de 1944 a 1956, la aldea estuvo administrativamente subordinada al raión de Kazbegi de la República Socialista Soviética de Georgia, después de 1956 nuevamente como parte del raión de Prigorodni del ókrug autónomo de Osetia del Norte.
El 5 de mayo de 2009 tuvo lugar una ceremonia solemne para finalizar la construcción del puesto de control multilateral de automóviles Vejni Lars de la aduana de Osetia del Norte. En 2009 se reanudaron las discusiones sobre la posibilidad de abrir un puesto de control, que se cree que contribuirá a la recuperación económica en las zonas fronterizas con Georgia y facilitará el comercio entre Armenia y Rusia. La primera visita de Serguéi Lavrov al puesto de control tuvo lugar el 1 de marzo de 2010, cuando fue inaugurado.

## Demografía
La evolución demográfica de Verjni Lars entre 2002 y 2010 fue la siguiente:
| 0                                                        | 0 |
| (Fuente: Population of South Ossetia since Soviet times) |   |

Anteriormente, en Verjni Lars vivían georgianos y osetios.

## Infraestrucctura

### Arquitectura, monumentos y lugares de interés
La torre Dudurov, situada aproximadamente a un kilómetro al norte de Lars, en un acantilado que domina la carretera, ha sobrevivido hasta nuestros días.

### Transporte
Por Verjni Lars pasa la carretera militar de Georgia. 